# Artyom Makarchuk
Artyom Yevgenyevich Makarchuk (tiếng Nga: Артём Евгеньевич Макарчук; sinh ngày 9 tháng 11 năm 1995) là một cầu thủ bóng đá người Nga thi đấu cho F.K. Luch-Energiya Vladivostok.

## Sự nghiệp câu lạc bộ
Anh ra mắt chuyên nghiệp tại Giải bóng đá Quốc gia Nga cho F.K. Baltika Kaliningrad vào ngày 11 tháng 7 năm 2015 trong trận đấu với F.K. Shinnik Yaroslavl.